# Stazione di Costa
La stazione di Costa è una stazione ferroviaria della linea Verona-Rovigo. Serve il centro abitato di Costa di Rovigo.
La stazione è gestita da Rete Ferroviaria Italiana.

## Movimento
Dal 1 settembre 2024 la stazione è servita dai treni regionali di Trenitalia, nell'ambito del contratto di servizio stipulato con la regione Veneto.
In precedenza, il servizio ferroviario era gestito da Sistemi Territoriali.